# النظم البيئية البحرية الكبيرة

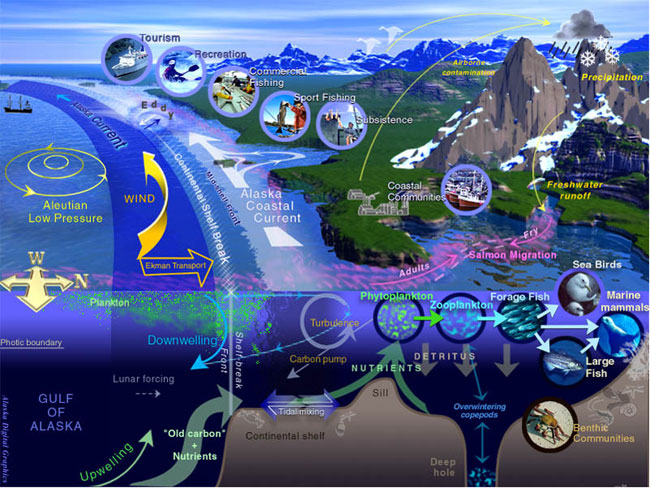
الخصائص العامة للنظام البيئي البحري الكبير (خليج ألاسكا)

النظم الإيكولوجية البحرية الكبيرة (بالإنكليزية: Large marine ecosystem) هي مناطق من محيطات العالم تشمل المناطق الساحلية من أحواض ومصبات الأنهار إلى حدود الهضاب القارية باتجاه البحر والحواف الخارجية لأنظمة تيار المحيط الرئيسية. إنها مناطق ذات مساحات كبيرة نسبياً  وتبلغ حوالي 200000 كيلومتر مربع أو أكثر، وتتحدد بقياس الأعماق المتميز والهيدروغرافيا، والإنتاج الأولي والجمعيات المتعلقة بالتغذية البشرية، وعادة ما يكون الإنتاج في المناطق المحمية للنظم الإيكولوجية البحرية الكبيرة أعلى منه في المحيطات المفتوحة.

## المرافق العالمية

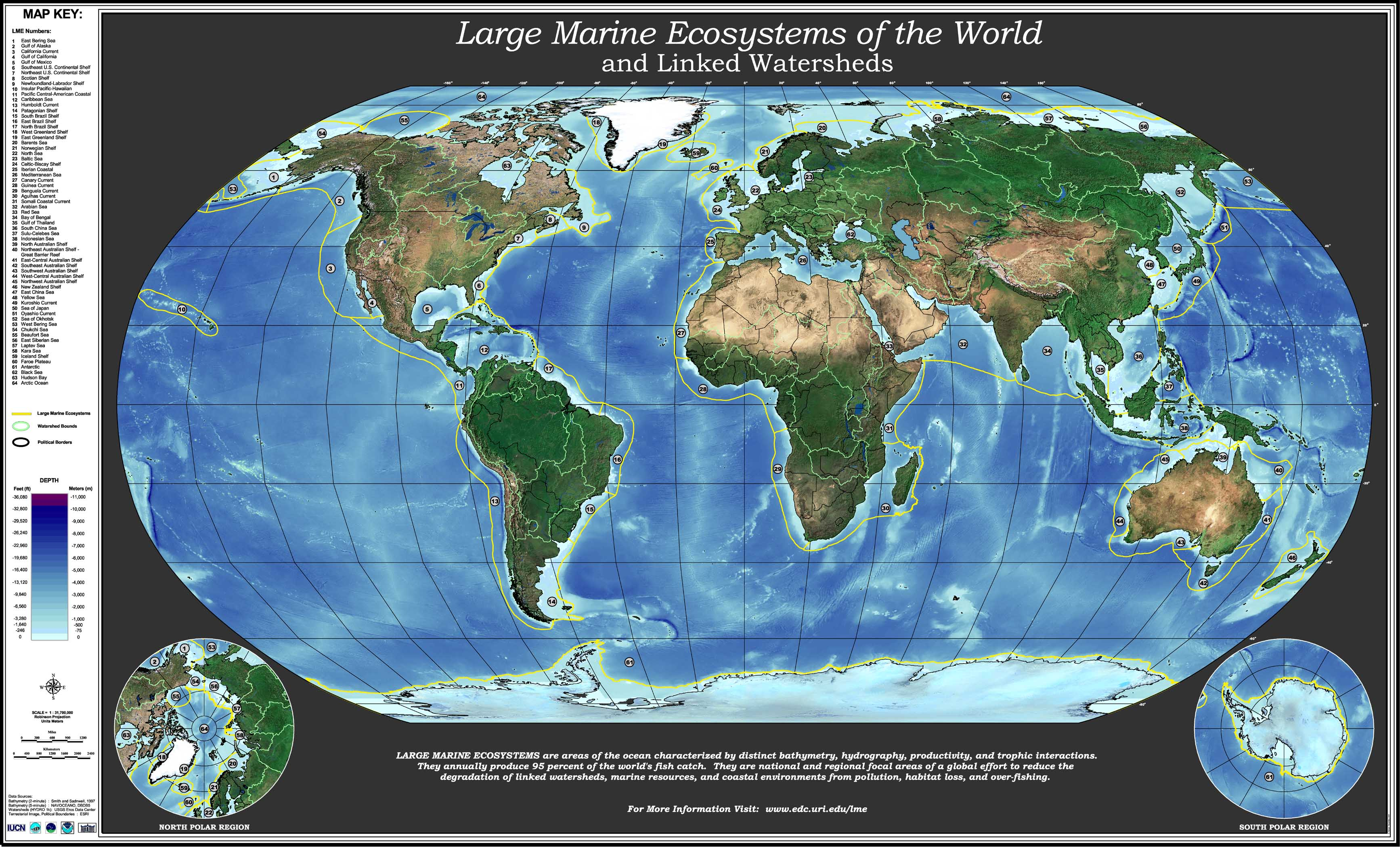
خريطة عالمية للنظم الإيكولوجية البحرية الكبيرة حدد علماء المحيطات وعلماء الأحياء 66 نظامًا إيكولوجيًا بحريًا رئيسيًا حول العالم.

تساعد المرافق البيئة العالمية (GEF) في إدارة النظم الإيكولوجية البحرية الكبيرة قبالة سواحل إفريقيا وآسيا من خلال إبرام اتفاقيات إدارة الموارد بين وزراء البيئة ومصايد الأسماك والطاقة والسياحة في البلدان المجاورة.

## وصلة خارجية
- Smithsonian Ocean Portal